# Apache
 For alternative betydninger, se Apache (flertydig). (Se også artikler, som begynder med Apache)
Apache er et fælles navn givet til flere kulturelt beslægtede indianerstammer, der består af de oprindelige folk i Nordamerika, som taler Apache-sproget (bortset fra Navajo). Ordet Apache (som betyder kriger) stammer fra Yuman: apa ("mand"), ahwa ("krig; slagsmål; kamp"), og tche, som danner ordkombinationen.
Apache er en gruppe af seks kulturelt forbundne indianerstammer som stammer fra Athapascan-sprogfamilien. Stammerne er: Kiowa-apacher som levede mellem den nordlige grænse af New Mexico og Platte River; Lipan-apacher fra det østlige New Mexico og det vestlige Texas; Jicarilla-apacher fra det sydlige New Mexico; Mescalero-apacher fra det centrale New Mexico; Chiricahua-apacher fra Chiricahua Mountains i det sydvestlige Arizona og Vestlige apacher fra det centrale Arizona. Apacheindianerne eksisterer altså ikke som nation, da de består af mange stammer
De tidlige apache-indbyggere i det sydvestlige USA var nomader, nogle grupper vandrede så langt mod syd som til Mexico. De jagede hovedsageligt bisonokser, men praktiserede også begrænset landbrug.
De første fortegnelser over navnet Apache er fra 1581, fra Espejo-Expeditionen, hvor de kaldte stammerne Apichi. Ifølge Cortez, som skrev om apacherne i 1799, omtalte/betragtede spanierne følgende stammer som Apacher: Tonto-apacher, Chiricahua, Gileno, Mimbreno, Taracone, Mescalero, Llanero, Lipan og Navajo. Spanierne benævnte en gruppe apacher i Colorado og Kansas for cuatelejo apacher.
I århundreder var apacherne frygtede krigere, der var tilpasset ørkenlivet, og som overfaldt dem som trængte ind på deres områder. De første hvide indtrængere på apache-territoriet var spanierne sidst i 1500-tallet.
Den måske mest berømte leder af en apache-stamme var Geronimo, der var overhoved for Chiricahua-stammen.